# Güstelitz
Güstelitz ist eine Ortschaft in Mecklenburg-Vorpommern im Südosten der deutschen Ostseeinsel Rügen und gehört zur Stadt Putbus.

## Lage

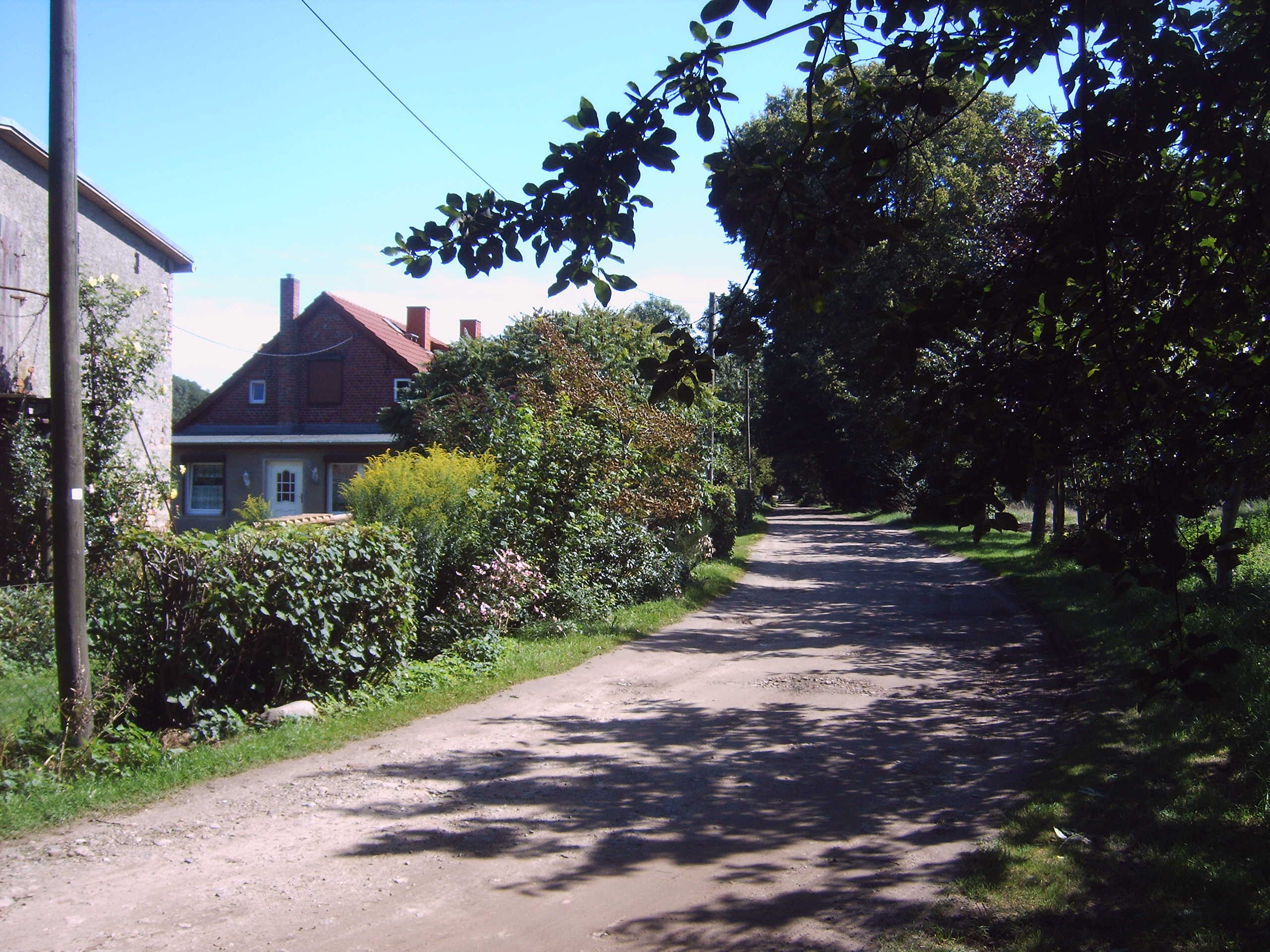
Weg durch Alt Güstelitz

Der Ort gliedert sich in Alt Güstelitz und das nördlich hiervon gelegene Neu Güstelitz. Ursprünglich war Güstelitz in Form eines Weilerdorfes, zeitweise eines Einzelgehöfts, angelegt. Durch Neubauten Ende des 20./Anfang des 21. Jahrhunderts hat Neu Güstelitz nun das Erscheinungsbildes eines Straßendorfs, wobei nur die südliche Straßenseite bebaut ist. Die gesamte Ortslage gehört zum Gebiet des Biosphärenreservats Südost-Rügen und ist von Wäldern, einigen Sümpfen und Feldern umgeben.

## Geschichte

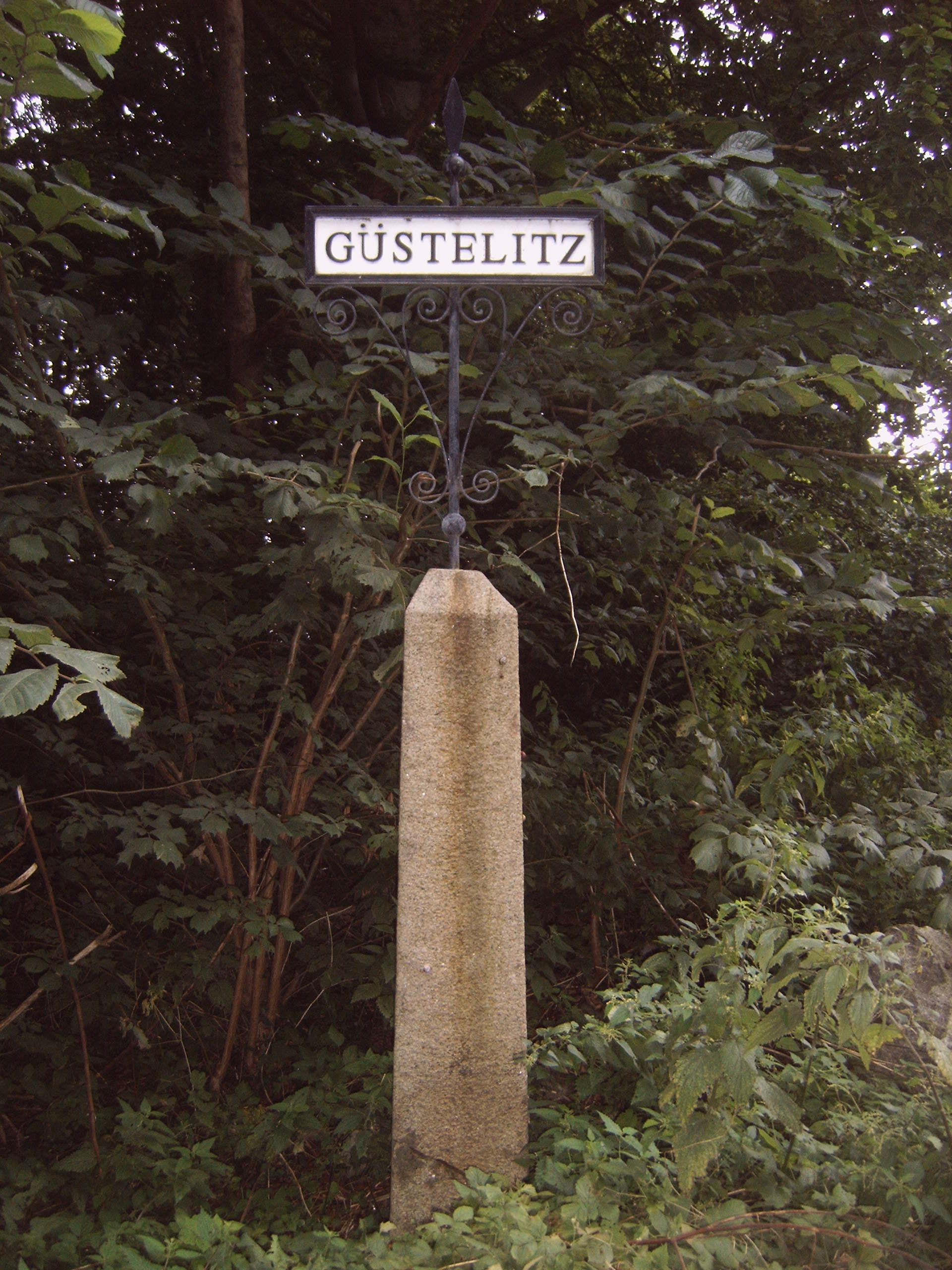
Historischer Wegweiser nach Güstelitz

Der Name des Ortes ist slawischen Ursprungs und könnte im slawischen Gostalici oder Gostolici gelautet haben. Möglicherweise geht die Bezeichnung auf einen Personennamen zurück.
Eine erste urkundliche Erwähnung erfolgte im Jahr 1318 als Ghustelitze. Zum Ort gehörten damals gemeinsam mit Rovenhagen 13 Hakenhufen steuerbaren Ackers. Vom 15. bis zum 18. Jahrhundert befand sich der Ort im Eigentum der Familie von Scheelen. 1577 bestanden zwei Bauernhöfe mit anderthalb bzw. einer Landhufe steuerbaren Ackers und zwei Katen. Für 1695 wird ein einem Erich von Bohlen gehörender und von diesem auch bewohnter Hof, zwei Kossatenanwesen und ein Einliegerhaus erwähnt.
Um 1700 befand sich der Ort zeitweise im Pfandbesitz der Familie von Bohlen. Im 18. Jahrhundert ging er an die Familie von Platen, 1785 erfolgte ein Verkauf an das Haus von Putbus. Im 18. Jahrhundert wurde eine Ziegelei errichtet. Zwischen 1810 und 1820 wurde eine Häuserkolonie angelegt. 1841 wurden jedoch lediglich ein bewohntes Haus und insgesamt 15 Einwohner festgestellt.
1896 erfolgte die Eröffnung der Strecke der Rügenschen Kleinbahn von Altefähr nach Putbus. Güstelitz war ein Haltepunkt auf dieser Strecke, bis in den 1960er Jahren die Einstellung des Zugverkehrs erfolgte. Teile der ehemaligen Streckenführung dienen heute als Rad- und Wanderwege.
Ende des 20./Anfang des 21. Jahrhunderts wurden diverse neue Wohngebäude in Neu Güstelitz neu errichtet.

## Verkehr

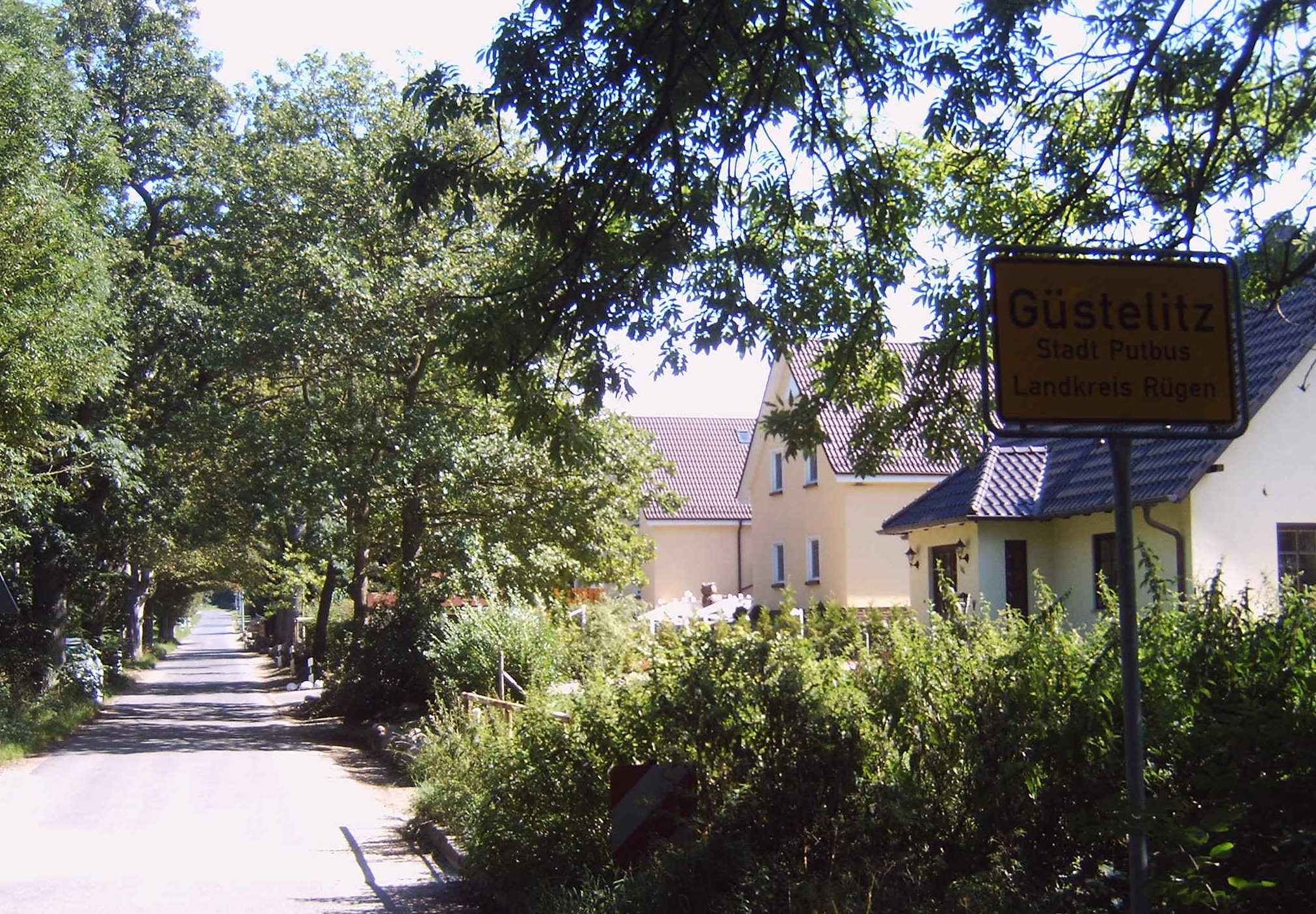
Straße durch Neu Güstelitz

Neu Güstelitz liegt an der verhältnismäßig wenig befahrenen Straße von Ketelshagen nach Putbus. Alt Güstelitz ist nur über feld- bzw. waldwegartige Straßen von Putbus oder Neu Güstelitz aus zu erreichen.

## Wirtschaft
Bedingt durch die landschaftlich schöne Lage in der Hügellandschaft nordwestlich von Putbus gibt es in Güstelitz einige Unterkünfte bzw. Pensionen für Touristen. Darüber hinaus besteht eine Gärtnerei. Die Umgebung der Ortschaft wird landwirtschaftlich genutzt.